# Браунсберг (природный парк)
Природный парк Браунсберг — природный заповедник, расположенный в Суринаме. Площадь природного парка — 12 000 га, расположен он в округе Брокопондо, приблизительно в 130 км к югу от столицы страны — города Парамарибо. Браунсбрг расположен неподалёку от водохранилища Брокопондо.

## История

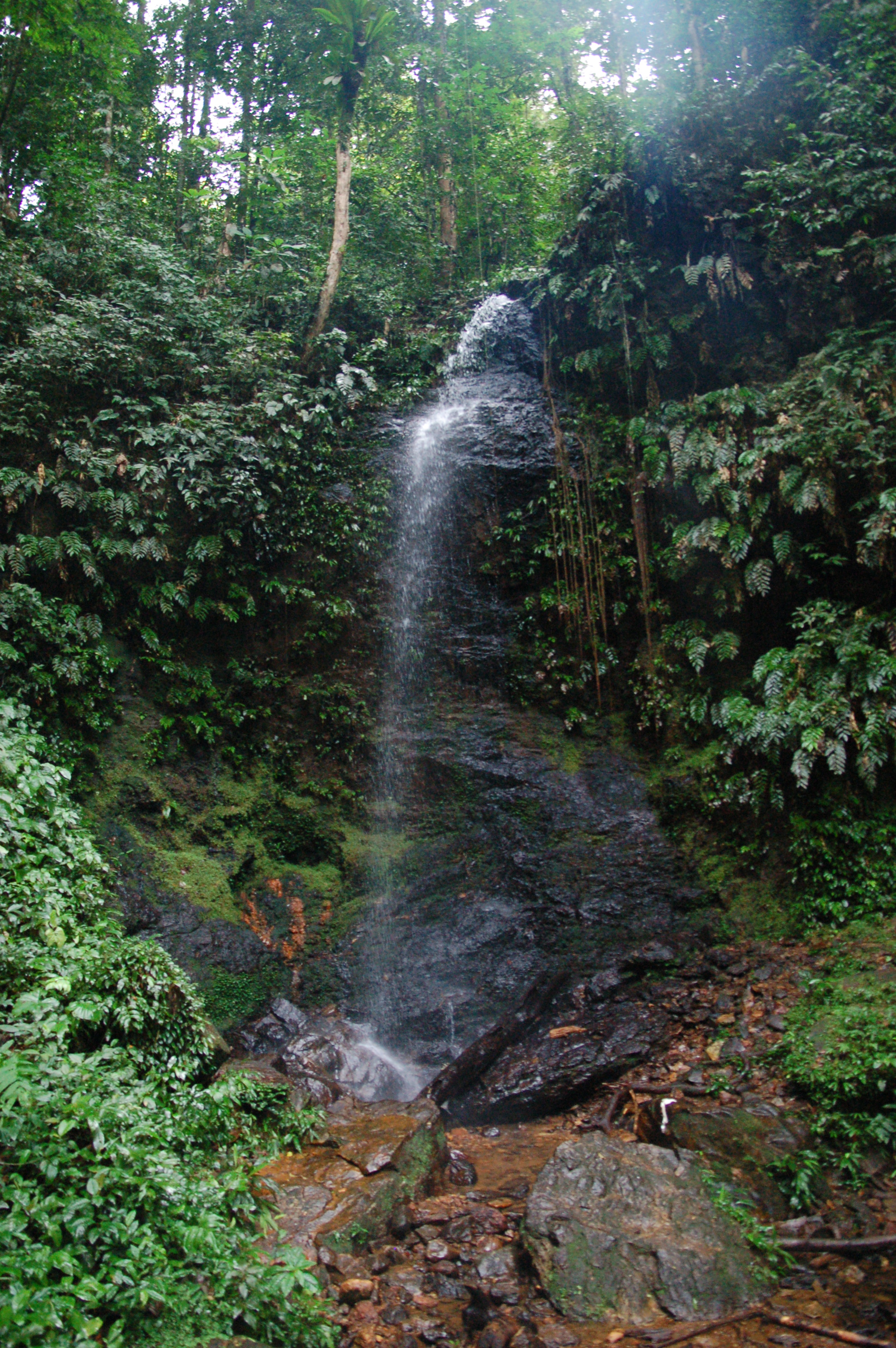
Водопад Лео

В конце XIX века золотоискатели добрались до территории нынешнего парка Браунберг. Одним из первых был Джон Браун, в честь которого парк и был назван. Попытка начать добычу бокситов на этой территории не увенчалась успехом.
С 1969 года место получило статус природного парка и управлялся STINASU.
Активная золотодобыча возобновилась с 1999 года. Периодически проводились акции протеста против нелегальных разработок месторождений и добычи, однако ввиду высоких цен на золото золотодобыча в этом районе продолжилась.

## Флора и фауна
Парк находится в области экологического региона гвианских влажных лесов. Всего на территории парка зарегистрировано около 1450 видов растений и 350 видов птиц. В парке обитают ревуны, сероспинные трубачи, туканы и бразильские агути.

## Угрозы
В 2012 году Всемирный Фонд дикой природы опубликовал доклад о природном парке, в котором было заявлено, что парку серьёзно угрожает незаконная золотодобыча; за три недели было обнаружено около пятидесяти незаконных золотодобытчиков: их количество выросло за счет повышения цен на золото. Также в почве была обнаружена ртуть.

## Туризм
Каждый год парк посещают около 20 000 человек. На территории парка расположен небольшой мотель, информационный центр и ресторан.